# Gaseificação
Gaseificação - são processos que transformam combustíveis sólidos ou líquidos em uma mistura combustível de gases, chamada gás de síntese. Este gás pode ser queimado diretamente ou usado na produção de plásticos e até transformado em combustíveis líquidos.  Utiliza-se como matéria-prima materiais geralmente ricos em carbono, como carvão, madeira, ou outros tipos de biomassa.
Existem diversas tecnologias de gaseificação, a maioria utiliza quantidades de oxigênio inferiores à quantidade estequiométrica para a combustão completa, de modo que a mistura de gases restantes da reação seja ainda um combustível. Em alguns casos, utiliza-se também vapor de água.
A mistura de gás resultante é chamado de gás de síntese, que pode ser usado como combustível. A gaseificação é essencialmente usada para extrair energia a partir de compostos orgânicos.

## Processos
A gaseificação envolve basicamente cinco processos, podendo ocorrer numa mesma região e equipamento ou não, dependo da tecnologia empregada.
- Em primeiro, ocorre a secagem, durante o aquecimento do combustível. Esta etapa é mais significativa e lenta para combustíveis mais úmidos, como madeira e biomassa em geral.

- A pirólise (ou desvolatilização) se inicia a pelo menos 300ºC, quando ocorre vaporização das partes voláteis e se inicia a fragmentação das partículas sólidas.

- A combustão, ou reação do material com oxigênio é necessária ao processo, já que se necessita de uma fonte de calor para os demais processos. Esta fase pode ocorrer no próprio reator principal, em um gerador de vapor ou câmara de combustão. O que se queima pode ser parte do próprio gás de síntese, os outros produtos da gaseificação (líquidos e sólidos) ou mesmo o combustível primário.

- A gaseificação em si ocorre quando o carbono e os hidrocarbonetos do combustível reagem parcialmente com o oxigênio, gerando monóxido de carbono (CO) e gás hidrogênio (H2). Este processo pode ocorrer em temperatura de 400ºC a 900ºC.